# 93 'til Infinity (bài hát)
"93 'til Infinity" là bài hát của nhóm hip-hop đến từ Mỹ Souls of Mischief. Bài hát được phát hành vào năm 1993 dưới dạng đĩa đơn thứ hai, nằm trong album đầu tay cùng tên của nhóm. Đây là đĩa đơn duy nhất của nhóm từng lọt vào bảng xếp hạng Billboard Hot 100 tại Mỹ với vị trí thứ 72.

## Tổng quan
Phần beat của bài hát được lấy mẫu (sampling) từ một ca khúc của Billy Cobham ra mắt vào năm 1974, "Heather". A-Plus, một thành viên của nhóm, trả lời phỏng vấn trên trang XXL rằng anh đã viết ca khúc này khi nhóm vẫn còn học trung học, với tên gọi ban đầu là "91 'til Infinity". Anh nói rằng ban đầu ca khúc có nhịp điệu "chậm rãi" hơn rất nhiều. Rapper này cũng nói rằng ban đầu anh đã gửi phần beat nhạc cho Pep Love (một rapper cũng đến từ Mỹ), nhưng rồi sau đó nhóm đã tái sử dụng lại đoạn beat này khi họ bắt đầu thực hiện album phòng thu đầu tay của mình.

## Danh sách đĩa nhạc
12", CD, Vinyl
1. "93 'til Infinity" (LP Version) - 4:46
2. "93 'til Infinity" (Remix) - 4:40
3. "93 'til Infinity" (LP Instrumental) - 4:48
4. "93 'til Infinity" (Remix Instrumental) - 4:40
5. "Disseshowedo" - 3:59

## Xếp hạng
| Bảng xếp hạng (1993)                     | Vị trí cao nhất |
| ---------------------------------------- | --------------- |
| Hoa Kỳ Billboard Hot 100                 | 72              |
| Hoa Kỳ Dance Singles Sales (Billboard)   | 20              |
| Hoa Kỳ Hot R&B/Hip-Hop Songs (Billboard) | 65              |
| Hoa Kỳ Hot Rap Songs (Billboard)         | 11              |

## Chứng nhận
| Quốc gia                                                    | Chứng nhận | Số đơn vị/doanh số chứng nhận |
| ----------------------------------------------------------- | ---------- | ----------------------------- |
| Anh Quốc (BPI)                                              | Bạc        | 200.000‡                      |
| ‡ Chứng nhận dựa theo doanh số tiêu thụ và phát trực tuyến. |            |                               |